# Seberquerés
Seberquerés ou Xepsescafé (em grego: Σεβερχερης; romaniz.: Sebercherēs; em egípcio: špṣṣ-k3.f; romaniz.: Shepseskaf) foi o sexto e último faraó da IV dinastia durante o Império Antigo, que teria governado aproximadamente c. 2 510 a.C. Ele é conhecido por finalizar a construção do complexo da Pirâmide de Miquerinos e pela sua mastaba localizada no sul de Sacará.

## Duração de reinado
De acordo com o Cânone de Turim, o reinado de Seberquerés durou apenas quatro anos. Isso pode estar de acordo com o fato de que o ano em que o rei mais foi provado é o ano após a primeira contagem de gado. No entanto, isso deu a ele tempo suficiente não apenas para erguer seu próprio monumento funerário, mas também para concluir o templo mortuário de seu pai às pressas.
Novamente, citado no cânone, tinha um monarca desconhecido cujo reinado era pelo menos de dois anos, o qual se chamava Tanfétis, identificado e registrado por pelo historiador Manetão.

## Família
Seberquerés era filho de Miquerinos com uma mãe desconhecida (ou pode ser Camerernebeti II ou Requetré), mas também teve uma esposa desconhecida. Pode ser que Quentecaus I seja a esposa real, porém está muito longe disso ocorrer, já que esta poderia ser esposa de Userquerés, o primeiro faraó da V dinastia. Outra esposa que foi sugerida por outros foi Bunefer, com fundamento nos títulos de sacerdotisa de Seberquerés. Ela havia gerado uma filha que serviu também como sacerdotisa, que era Camaate, que se casou com o nobre e sumo-sacerdote menfita Ptaxepsés.

## Reinado
Em seu reinado, Seberquerés, ao contrário de seus antecessores, decidiu não fazer pirâmides, mas sim uma mastaba semelhante a um sarcófago como sua tumba e a construiu no cemitério em Sacará. Alguns egiptólogos pensam que isso é um sinal de conversão, já outros pensam que é um sinal de que ele deseja se distanciar das políticas de construção de seus ancestrais. Outros acreditam que isso prova que as políticas de construção de Quéops e Quéfren exauriram completamente os recursos e a riqueza da família real. No entanto, o último argumento contradiz o fato de Seberquerés ter concluído o templo mortuário de seu pai.

### Mastaba

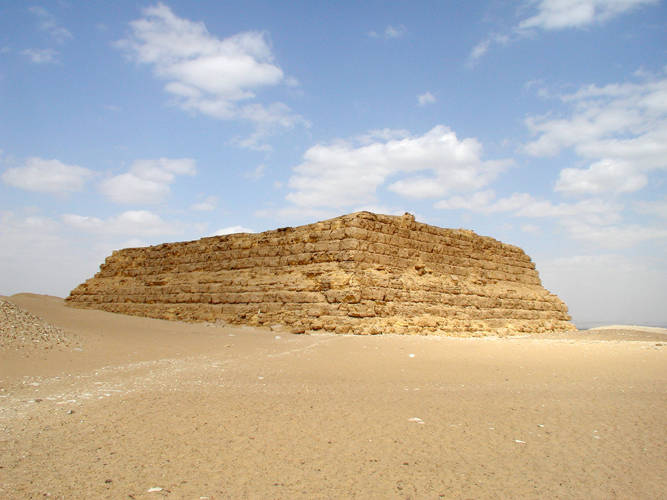
Mastaba de Seberquerés, localizada em Sacará

Dentre seus predecessores, Seberquerés foi o primeiro faraó a regressar a Sacará, já que eles tinham preferido tanto no sul de Dachur ou Abu Rauas e Gizé no norte para construir seus monumentos funerários, e se voltou mais para o sul de Sacará. A mastaba, que foi nomeada Mastaba Elfaraum, tinha 99,6 metros de comprimento e 74,4 metros de largura, e foi revestido de calcário, com exceção da sua base que era revestida de granito. Tinha, portanto, uma inclinação de 70º e possuía uma forma parecida de um santuário.
A mastaba entra pelo lado norte, e daí desce um corredor de 20,95 metros com inclinação de 23°30'. No final da passagem, há uma passagem em corredor horizontal e, em seguida, uma segunda passagem, bloqueada por três portões e um vestíbulo. Uma curta passagem para o oeste desce até a tumba em arco, que mede 7,79 x 3,85 metros e tem uma altura de 4,9 metros. Fragmentos do sarcófago indicam que ele era feito de pedra escura e dura e decorado como o de Miquerinos.

Ela é cercada por duas paredes de tijolos: a primeira parede também inclui um pequeno templo mortuário com alguns pátios abertos, um salão de culto e uma porta falsa, com 5 compartimentos de cada lado. A longa estrada que se estende para o leste ainda não foi escavada.